# Weserbrücke (Hameln)

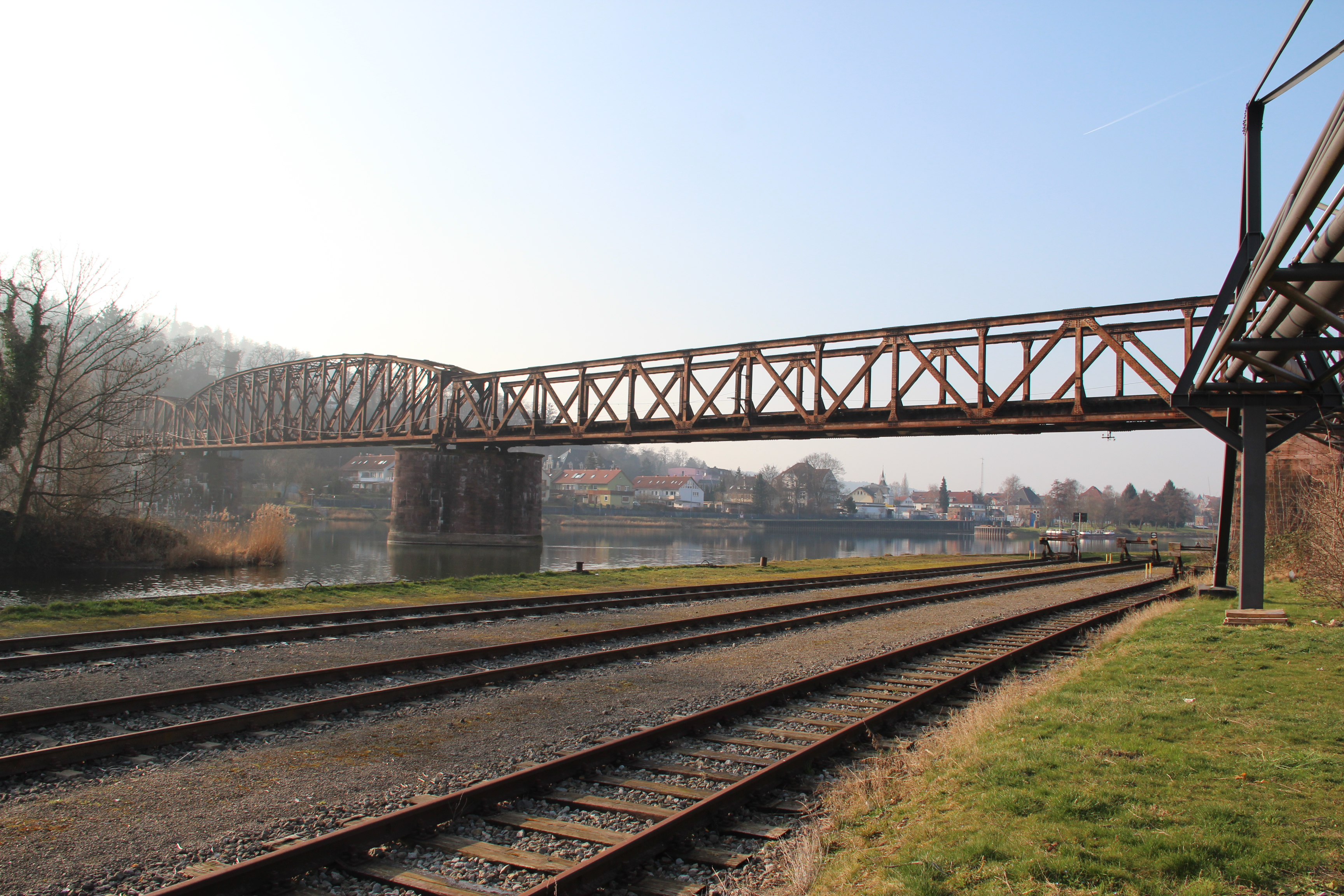
Weserbrücke Hameln

Die Weserbrücke Hameln ist eine ehemalige Eisenbahnbrücke in Hameln, die über die Weser führt. Die im Jahr 1897 fertiggestellte Brücke entstand im Zuge der Begatalbahn, eine eingleisige Nebenstrecke zwischen Lage und Hameln. Am Ende des Zweiten Weltkriegs wurde die Brücke gesprengt und 1949 wieder hergestellt. Nach der Streckenstilllegung 1980 ist das seit 1989 denkmalgeschützte Bauwerk gesperrt und zum Teil demontiert worden.

## Geschichte

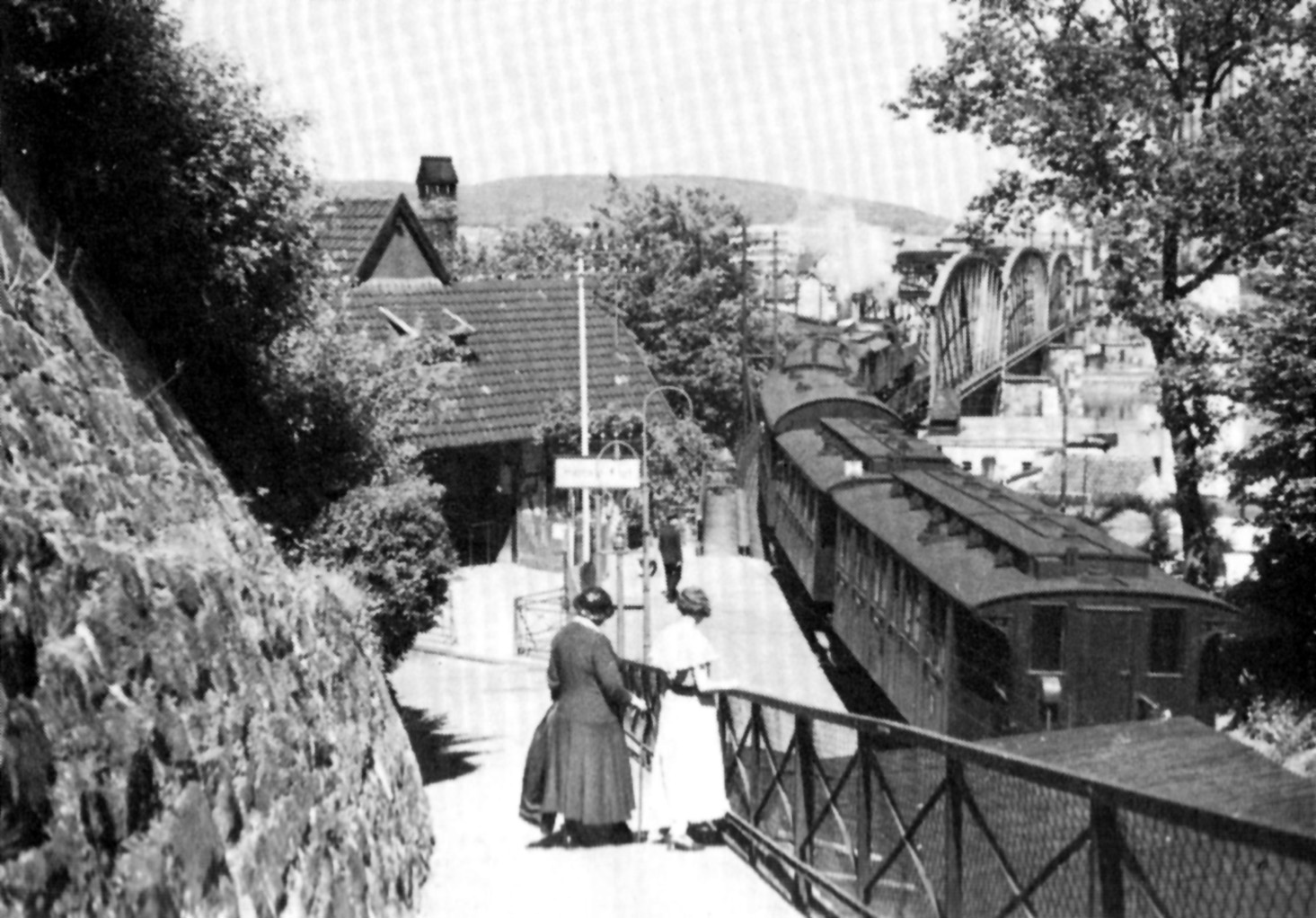
Die Brücke bergab vom Haltepunkt Klüt gesehen, um 1920

Die eingleisige Brücke war bei ihrer Fertigstellung 1897 rund 370 Meter lang, 4,7 Meter breit und 6 Meter hoch. Sie hatte 13 Öffnungen. Der Überbau, eine Stahlkonstruktion, ruhte auf Pfeilern aus Sandsteinquadern. Konstruktionsmäßig bestand das Bauwerk ursprünglich aus drei Halbparabelträgern, zwei parallelgurtigen Fachwerkträgern und acht Vollwandträgern.
Die Weserbrücke wurde von den Preußischen Staatseisenbahnen erbaut. Sie gehörte neben dem unmittelbar an die Brücke anschließenden Klüttunnel zu den bautechnisch schwierigsten Bauwerken der Bahnstrecke Lage–Hameln.
Am 5. April 1945 sprengten deutsche Pioniere die Brücke aufgrund der Annäherung von US-amerikanischen Truppen, die zu diesem Zeitpunkt das etwa fünf Kilometer westlich gelegene Groß Berkel erreicht hatten. Im Oktober 1945 begannen Aufräumarbeiten an der durch die Sprengung schwer beschädigten Brücke, was mit Einverständnis der britischen Besatzungsmacht erfolgte. Der Wiederaufbau ging nur zögerlich voran, weil Baustoffe und Arbeitskräfte knapp waren. Da die Umleitung des Güterverkehrs enorme Kosten verursachte, wurde der Wiederaufbau ab 1948 vorangetrieben. Am 19. Dezember 1949 konnte die Brücke für den Verkehr freigegeben werden. Bis dahin endeten die Züge aus Richtung Lage fast zwei Kilometer vor dem Bahnhof Hameln am Haltepunkt Hameln-Klüt.
Auf der Westseite der Weser überquerte die Eisenbahnbrücke die hier gemeinsam verlaufenden Bundesstraßen B 1 und B 83. Nach der im Jahr 1980 erfolgten Streckenstilllegung wurde das Brückenbauwerk 1989 als Baudenkmal unter Schutz gestellt. Der besondere Denkmalwert beruht darauf, dass die Weserbrücke Hameln das einzig erhaltene Exemplar einer Eisenbahnbrücke über die Weser mit Halbparabelträger ist. Letztmals kamen derartige Brückenkonstruktionen im Weserbereich in den Jahren 1900 und 1910 zur Ausführung.

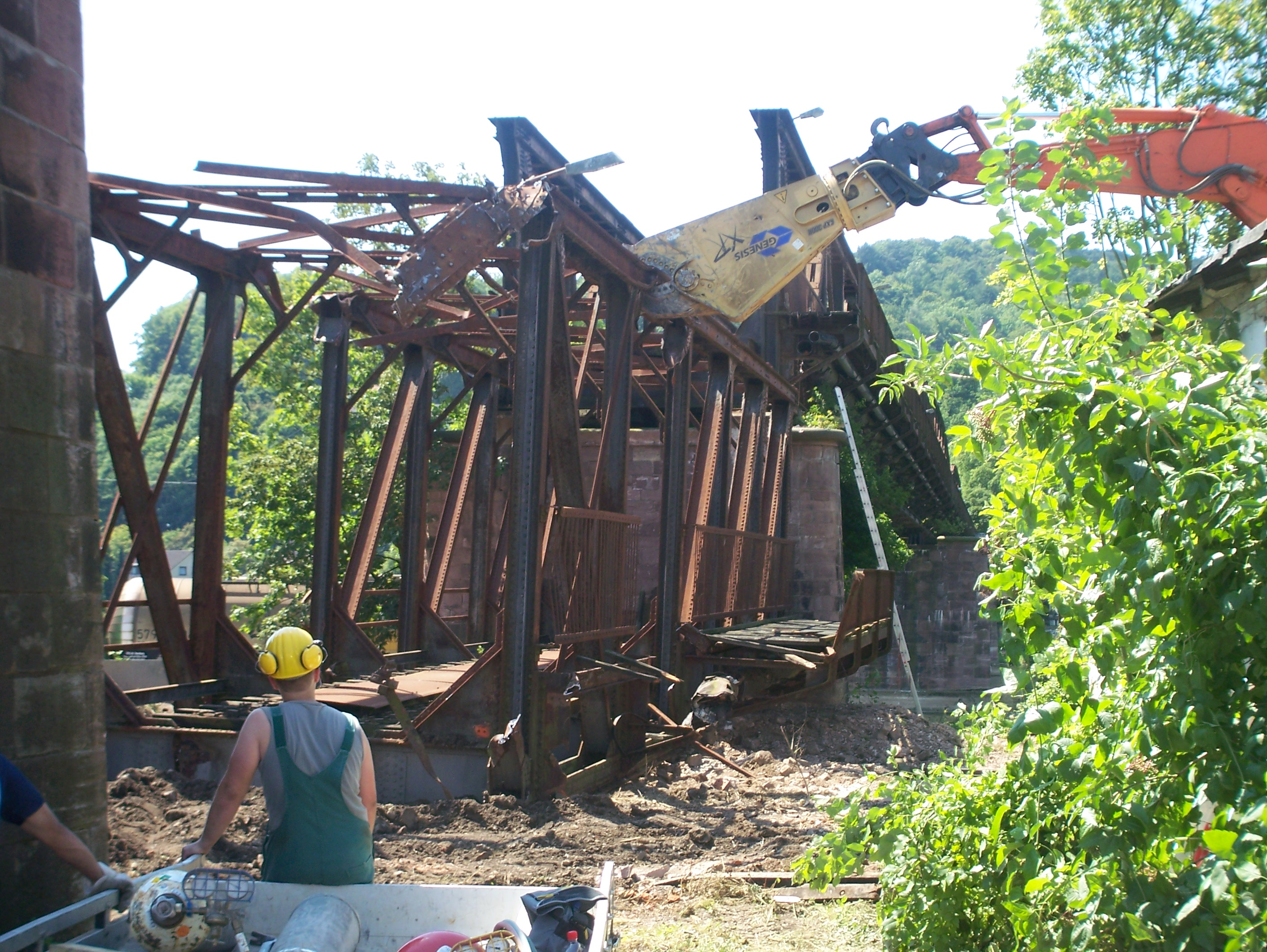
Abriss von Überlandbauten der Brücke auf der östlichen Weserseite, 2008

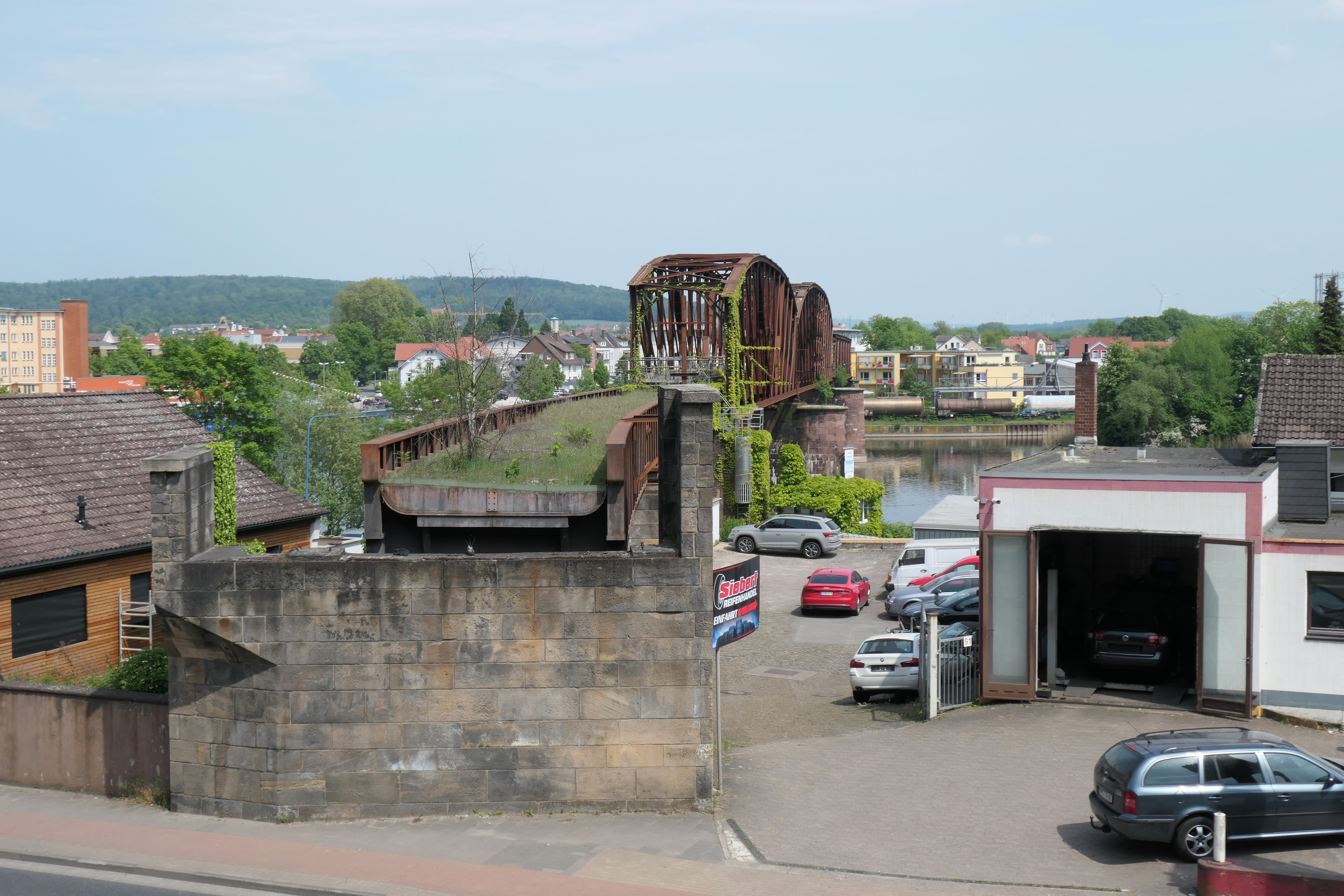
Die Brücke bergab heute (2023)

Der auf der Brücke parallel zur Gleisführung entlanglaufende schmale Fußweg, anfangs mit Holzbohlen ausgelegt, wurde 1996 gesperrt und 2009 abgebaut. In den Jahren 2003 und 2008 sind Brückenteile auf der westlichen und östlichen Weserseite, wie die steinernen Widerlager und Überlandbauten, abgerissen worden.
Seit längerem gibt es eine Reihe von Nutzungs- oder Abrissplänen. Die Deutsche Bahn, als Besitzerin des Brückenbauwerks, plante ab 2005 den Abriss, der spätestens im Jahr 2007 erfolgen sollte. Es gibt Überlegungen zu einer erneuten Nutzung der Brücke für Freizeitzwecke, zum Beispiel zur verstärkten Nutzung des Weserufers. Ebenso wird erwogen, die Brücke als Flussquerung für Fußgänger und Radfahrer zu nutzen oder ein Restaurant einzurichten. Seitens der Stadt Hameln ist wegen hoher Kosten weder ein Erwerb noch eine Brückensanierung oder ein Umbau vorgesehen.